# Сілахтар Мустафа-паша
Сілахтар Мустафа-паша (тур. Silahtar Mustafa Pasha *бл. 1609 — 1642) — політичний та військовий діяч Османської імперії.

## Життєпис
Походив з заможної родини босняків. Син Хаджи Сінан-аги, заможного купця, який отримав прізвисько Базирганзаде через його торгівлю з Венеціанською республікою. народився близько 1609 року, ймовірно в Сараєво. Замолоду затоваришував з спадкоємцем трону Мураду, а після сходження того у 1623 році на трон увійшов до султанського почту, отримавши посаду зброєносця («сілахтара»). З самого початку став інтригувати проти регентши Кесем Султан, що вдалося зробити у 1632 році.
У 1635 році під час війни з Персією звитяжив в єреванській кампанії, в результаті якої було захоплено Єреван. Після чого призначений на посаду другого візира та санджакбеєм Сівасу. Того ж року призначається на посаду бейлербея і паші еялету Дамаск. Проте він не прибув до місця призначення, залишившись у Стамбулі. Керування передоручив місцевому дивану. Незабаром як арпалик отримав санджаки Айдин, Сарухан і Нігболу. У 1636 році склав з себе повноваження паші Дамаску. 1637 року в містечку Черкеш (санджак Чанкири) на кошти Мустиафи-паші було зведено караван-сарай на 150 кімнат та 100 крамниць.
У 1638 році відновлено на посаді очільника Дамаскського еялету. Того ж року відзначився під час кампанії із захоплення Багдада, потім призначається капудан-пашею. Водночас у союзі з Газі Гусейном-пашею та муфтієм став інтригувати проти великого візира Кеманкеша Мустафи-паші. У 1639 році виступав проти Зухабської угоди з Персією, вважаючи її невигідною. Намагався переконати султана скинути великого візира. Втім Мурада IV, що вже збирався стратити або заслати до Ємену Кеманкеша Мустафу-пашу, каймакам Мехмед-паша переконав не робити цього, залишити великого візира на посаді й зберегти мир з перським шахом.
У 1640 році намагався обійняти посаду паші будинського еялету, проте цьому завадила смерть султана Мурада IV. Новий султан Ібрагім I був менш поблажливим до Сілахтар мустафи-паші. У 1640 році його було призначено пашою Румелійського еялету. У 1641 році стає пашею еялету Темешвар, а у квітні 1641 року за намовою великого візира султан дав згоду на страту Сілахтара. Було відправлено Сінан-агу, бостанжібашу Едірне, який з 40 вояками арештував та стратив Сілахатар Мустафу-пашу. Усі його значні статки та майно перейшли до державної скарбниці.